# Nama glandulosa
Nama glandulosa är en strävbladig växtart som beskrevs av Albert Peter. Nama glandulosa ingår i släktet Nama och familjen strävbladiga växter. Inga underarter finns listade i Catalogue of Life.